# Скибенко, Анатолий Никифорович
Анатолий Никифорович Скибенко (укр. Анатолій Никифорович Скибенко; 10 октября 1924, Киев — 17 июля 1981, Киев) — советский украинский актёр, режиссёр. Народный артист УССР (1977).

## Биография
Родился 10 октября 1924 года в Киеве. Окончил Киевский государственный институт театрального искусства им. И. Карпенко-Карого, где преподавал в 1956—1981 годах.
В 1949—1954 годах — актёр Киевского театра музыкальной комедии (ныне — театр оперетты).
В 1954—1981 годах был актёром Украинского драматического театра им. И. Франко.
Снимался в фильмах: «Роман и Франческа» (1961, Данте Алигьери), «В мёртвой петле» (1962, эпизод), «Люди не всё знают» (1963), «Сон» (1964, эпизод), «Страница жизни» (1964, т/ф), «Фитиль № 20» (1965, новелла «Два пальто»), «Почему улыбались звезды» (1966, т/ф), «Не суждено» (1967, фильм-спектакль), «В воскресенье рано зелье копала» (1968, фильм-спектакль), «Рим, 17...» (1972), «Две семьи» (1978, фильм-спектакль) и др.
Умер 17 июля 1981 года в Киеве.